# Almendral de la Cañada (kommun)
Almendral de la Cañada är en kommun i Spanien.   Den ligger i provinsen Toledo och regionen Kastilien-La Mancha, i den centrala delen av landet, 90 km väster om huvudstaden Madrid. Antalet invånare är 361.